# Campionati europei di canottaggio 2018
I Campionati europei di canottaggio 2018 sono stati la 75ª edizione della manifestazione. Si sono svolti tra il 2 e il 5 agosto 2018 a Glasgow, in Scozia.

## Medagliere
| Pos.   | Paese         | Oro | Argento | Bronzo | Totale |
| ------ | ------------- | --- | ------- | ------ | ------ |
| 1      | Romania       | 3   | 2       | 2      | 7      |
| 2      | Francia       | 2   | 2       | 1      | 3      |
| 3      | Italia        | 2   | 1       | 3      | 6      |
| 4      | Svizzera      | 2   | 0       | 2      | 4      |
| 5      | Norvegia      | 2   | 0       | 0      | 2      |
| 6      | Paesi Bassi   | 1   | 3       | 3      | 7      |
| 7      | Polonia       | 1   | 1       | 2      | 4      |
| 8      | Bielorussia   | 1   | 0       | 0      | 1      |
| 8      | Croazia       | 1   | 0       | 0      | 1      |
| 8      | Germania      | 1   | 0       | 0      | 1      |
| 8      | Russia        | 1   | 0       | 0      | 1      |
| 12     | Gran Bretagna | 0   | 2       | 2      | 4      |
| 13     | Lituania      | 0   | 2       | 1      | 3      |
| 14     | Ucraina       | 0   | 1       | 1      | 2      |
| 15     | Austria       | 0   | 1       | 0      | 1      |
| 15     | Rep. Ceca     | 0   | 1       | 0      | 1      |
| 15     | Irlanda       | 0   | 1       | 0      | 1      |
| Totale | Totale        | 17  | 17      | 17     | 51     |

## Podi

### Uomini
| Evento                         | Oro | Tempo   | Argento | Tempo   | Bronzo | Tempo   |
| Singolo                        | Kjetil Borch | 6'49"95 | Mindaugas Griškonis | 6'50"68 | Roman Röösli | 6'52"06 |
| Due di coppia                  | Francia Hugo Boucheron Matthieu Androdias | 6'10"21 | Romania Ioan Prundeanu Marian Enache | 6'10"71 | Gran Bretagna Harry Leask Jack Beaumont | 6'10"84 |
| Due senza                      | Croazia Martin Sinković Valent Sinković | 6'26"42 | Francia Valentin Onfroy Théophile Onfroy | 6'27"40 | Romania Marius Cozmiuc Ciprian Tudosă | 6'29"39 |
| Quattro di coppia              | Italia Filippo Mondelli Andrea Panizza Luca Rambaldi Giacomo Gentili                                                                                      | 5'41"92 | Lituania Dovydas Nemeravičius Saulius Ritter Rolandas Maščinskas Aurimas Adomavičius                                                                                  | 5'43"40 | Polonia Szymon Pośnik Maciej Zawojski Dominik Czaja Wiktor Chabel | 5'43"88 |
| Quattro senza                  | Romania Mihăiță Țigănescu Cosmin Pascari Ștefan Berariu Ciprian Huc                                                                                       | 5'54"34 | Gran Bretagna Thomas Ford Jacob Dawson Adam Neill James Johnston | 5'55"71 | Francia Benoît Demey Édouard Jonville Sean Vedrinelle Benoît Brunet                                                                                                   | 5'56"49 |
| Otto                           | Germania Johannes Weissenfeld Felix Wimberger Maximilian Planer Torben Johannesen Jakob Schneider Malte Jakschik Richard Schmidt Hannes Ocik Martin Sauer | 5'27"48 | Paesi Bassi Vincent van der Want Boudewijn Röell Maarten Hurkmans Simon van Dorp Ruben Knab Mechiel Versluis Lex van den Herik Freek Robbers Diederik van Engelenburg | 5'29"51 | Romania Vlad Dragoș Aicoboae Adrian Damii Alexandru Matinca Constantin Radu Constantin Adam Sergiu Bejan Cristi-Ilie Pîrghie Alexandru-Cosmin Macovei Adrian Munteanu | 5'29"71 |
| Singolo pesi leggeri           | Michael Schmid | 6'54"93 | Martino Goretti | 6'56"30 | Sam Mottram | 6'57"18 |
| Due di coppia pesi leggeri     | Norvegia Kristoffer Brun Are Strandli | 6'20"85 | Irlanda Gary O'Donovan Paul O'Donovan | 6'22"84 | Italia Stefano Oppo Pietro Ruta | 6'23"32 |
| Quattro di coppia pesi leggeri | Italia Catello Amarante II Paolo Di Girolamo Andrea Micheletti Matteo Mulas                                                                               | 6'01"01 | Rep. Ceca Jiří Kopáč Jan Vetešník Milan Viktora Jan Cincibuch | 6'09"13 | Paesi Bassi Jorke Kooijenga Koen van Brussel Bart Lukkes Ward van Zeijl                                                                                               | 6'10"54 |

### Donne
| Evento                     | Oro | Tempo   | Argento | Tempo   | Bronzo | Tempo   |
| Singolo                    | Jeannine Gmelin | 7'31"15 | Magdalena Lobnig | 7'32"62 | Diana Dymchenko | 7'32"67 |
| Due di coppia              | Francia Hélène Lefebvre Élodie Ravera-Scaramozzino | 6'55"99 | Paesi Bassi Roos de Jong Lisa Scheenaard | 6'56"29 | Lituania Milda Valčiukaitė Ieva Adomavičiūtė | 6'56"54 |
| Due senza                  | Romania Mădălina Beres Denisa Tîlvescu | 7'15"53 | Paesi Bassi Elsbeth Beeres Laila Youssifou | 7'17"34 | Italia Alessandra Patelli Sara Bertolasi | 7'17"86 |
| Quattro di coppia          | Polonia Agnieszka Kobus Marta Wieliczko Maria Springwald Katarzyna Zillmann                                                                                               | 6'20"92 | Ucraina Daryna Verkhohliad Olena Buryak Anastasiia Kozhenkova Ievgeniia Dovhodko                                                                          | 6'23"86 | Paesi Bassi Olivia van Rooijen Karolien Florijn Sophie Souwer Nicole Beukers                                                                             | 6'24"95 |
| Quattro senza              | Russia Ekaterina Sevostianova Anastasia Tikhanova Ekaterina Potapova Elena Orjabinskaja                                                                                   | 6'39"97 | Romania Mădălina Hegheș Iuliana Buhuș Mădălina Gabriela Cașu Roxana Parascanu                                                                             | 6'41"87 | Polonia Olga Michałkiewicz Joanna Dittmann Monika Chabel Maria Wierzbowska                                                                               | 6'42"58 |
| Otto                       | Romania Ioana Vrinceanu Viviana-Iuliana Bejinariu Adriana Ailincai Maria Tivodariu Beatrice-Madalina Parfenie Iuliana Popa Mădălina Beres Denisa Tîlvescu Daniela Druncea | 6'08"98 | Gran Bretagna Anastasia Merlott Chilly Rebecca Girling Fiona Gammond Katherine Douglas Holly Hill Holly Norton Karen Bennett Rebecca Shorten Matilda Horn | 6'10"09 | Paesi Bassi Elisabeth Hogerwerf Marloes Oldenburg Lies Rustenburg José van Veen Ymkje Clevering Monica Lanz Aletta Jorritsma Carline Bouw Dieuwke Fetter | 6'10"78 |
| Singolo pesi leggeri       | Alena Furman | 7'41"60 | Laura Tarantola | 7'45"94 | Clara Guerra | 7'47"71 |
| Due di coppia pesi leggeri | Paesi Bassi Marieke Keijser Ilse Paulis | 6'57"35 | Polonia Weronika Deresz Joanna Dorociak | 6'58"39 | Svizzera Patricia Merz Frederique Rol | 7'00"36 |